# BA-161
A BA-161 é uma rodovia brasileira do estado da Bahia. Via que perpassa cidades próximas ao Rio São Francisco no oeste baiano, encontra-se com a BR-349 no município de Bom Jesus da Lapa e com a BR-242.
Construída durante a década de 1990, tinha o objetivo de facilitar o escoamento da produção do Projeto Formoso. Atravessa os municípios de Carinhanha, Serra do Ramalho, Bom Jesus da Lapa, Sítio do Mato, Ibotirama, Xique-Xique e Barra.
Parte do trecho da rodovia passa por território indígena.

## Pesquisa CNT
Estado geral
- 2013: Regular[7]
- 2014: Regular[8]
- 2015: Regular[9]
- 2016: Regular[10]
- 2017: Regular[11]
- 2018: Regular[12]